# 1910년 세계선교대회

1910년 세계선교대회(에딘버러 선교대회), 우측 중앙 사회자로부터 2번째에 앉아 있는 존 모트와 중앙테이블 좌측에 배석한 사무엘 마펫

1910년 세계선교대회(에딘버러 선교대회, 1910 World Missionary Conference,  the Edinburgh Missionary Conference)는  1910년 6월 14일부터 6월 23일까지 스코틀랜드의 에딘버러에서 선교관련 대표자 1200명이 모여서 세계선교 보고를 통한 동향과 선교상황의 긴급성을 세웠던 유명한 대회이다.  세계교회협의회(WCC)의 기원이 바로 열린 제1차 세계선교대회(World Missionary Conference)로 인정받고 있다. W.C.C인 세계 교회 협의회와 로잔대회인 제1차 세계복음화국제대회에 영향을 주었다.

## 대회 배경
개신교의 선교의 부흥은 1793년 윌리엄 캐리의 인도 선교로부터 시작되었다. 미국 노스필드에서는 학생자원운동이 피어선과 드와이트 라이먼 무디와 같은 복음주의자들에 의해 태동되었다. 많은 젊은이들이 해외선교로 헌신하게 되었다. 이런 상황속에서 개신교 선교 100년의 역사를 돌아보고, 세계 복음화의 실제적 방향과 전략을 점검하기 위한 국제규모의 선교대회가 1910년 스코틀랜드의 에딘버러에서 개최되었다.

## 행사내용
첫날은 초기 YMCA운동의 주도적 리더이며 노벨평화상 수상자였던 미국의 평신도 지도자 존 모트의 사회로 진행되었다. 이 날의 주제는 ‘비기독교 국가들에 대한 선교’였다. 존 모트 의장은 첫날의 기조연설을 통해 에딘버러 세계선교대회가 “선교현장의 문제들을 보다 과학적으로 분석하고, 전후무후한 선교상황의 긴급성을 교회에 알리는 것”에 목적을 두고 있음을 강조하였다. 선교대회 첫날의 의제에 따라 아시아와 아프리카의 복음화를 위한 광범위한 선교보고와 집중적인 토론이 있었다. 성공적인 세계 복음화를 위해 인도, 동아시아, 이슬람 지역을 집중 선교해야 한다는 의견이 제시되었으며 특별히 이슬람 세력이 급속도로 팽창하고 있는 아프리카 선교의 긴급성이 보고되었다.

## 한국대표들
세계선교대회에서 관심을 끌었던 것은 조선 기독교 대표로 참석한 윤치호의 모습이었다. 대회의 기록을 담당했던 가일더너는 윤치호를 “조선대표는 미국의 대학을 졸업하였으며 외무부 차관이신 윤치호 선생(The Honorable Yun Chi-Ho)이었다. 그는 세상의 화려한 경력을 가졌지만 그리스도와 교회를 위해 모든 것을 희생한 인물이다”라고 소개하고 있다. 또한 선교사업을 위하여 2만 5천파운드의 헌금을 모은 조선 기독교가 피선교국가로서의 모범으로 소개되었으며 심지어 아프리카의 우간다를 소개할 때, ‘아프리카의 조선(Korea of Africa)’이라고 표현할 정도로 조선 교회를 높이 평가하고 있다.피어선박사의 제자였던 존 모트는 에딘버러 선교사대회를 엄청난 노력을 하였다. 수차례 한국도 방문하였다.한국에서는 게일, 마펫, 그리고 윤치호와 같은 리더들이 참석하였다. 윤치호는 조선의 선교를 위해 헌신한 유럽과 미국 선교사들의 노고를 치하하면서도 조선기독교의 미래를 내다보지 않는 ‘너무 급속한 속도로 진행되고 있는 개종도 위험’할 수 있다고 경고함으로써 서구 선교사들의 선교자세에 대한 새로운 각성을 촉구하는 명연설을 남겼다. 현지 교회의 기초를 든든히 세우지 않고 실적주의에 빠지기 쉬운 선교사들의 유혹을 정확히 지적한 것이다. 윤치호 선생의 감동적인 연설에 도전을 받은 한 참석자는 긴급동의를 통해 “가장 양질의 선교사를 조선에 파송해야 한다”는 발언을 덧붙였다는 속기록이 남아 있다.
한국대표로 참석한 사람은 아담스(James E. Adams), 에비슨(O. R. Avison), 버크몰(H. O. T. Burkmall), 푸트(W. R. Foote), 포사이더(W. H. Forsythe), 제임스 게일(James S. Gale), 질레트(P. L. Gillett), 해리스(M. C. Harris), 존스(George Heber Jones), 녹스(Robert Knox), 마펫(S. A. Moffett), 레이드(W. T. Reid), 롭(Alex F. Robb), 언더우드(H. G. Underwood), 윤치호(T. H. Yun)이다. World Missionary Conference, ed., World Missionary Conference, 1910. Report of Commission I: Carrying the Gospel to all the Non-Christian World (New York: Fleming H. Revell Company, 1910), 374.

## 같이 보기
- 세계 교회 협의회
- 제1차 세계복음화국제대회
- 세계복음주의연맹(WEA)
- 한국기독교교회협의회(NCCK)
- 에큐메니컬 운동
- 아더 테판 피어선
- 델라반 피어선